# Albano Vercellese
Albano Vercellese (piemontiul: Alban) település Olaszországban, Vercelli megyében. Lakosainak száma 306 fő (2023. január 1.). Albano Vercellese Collobiano, Greggio, Oldenico, Villarboit és San Nazzaro Sesia községekkel határos.

## Népesség
A település népességének változása:
| Lakosok száma | 345  | 335  | 306  |
|               | 2017 | 2018 | 2023 |